# Focke-Wulf Triebflügel
Focke-Wulf Triebflügel byl německý projekt stíhacího letounu kategorie VTOL, který měl být poháněn třemi náporovými motory systému Lorin.

## Vznik projektu
V roce 1940 předvedl přírodovědec prof. dr. von Holst během halové letecké soutěže model ornitoptéry se čtyřmi malými křídly, která se uváděla do pohybu v párech proti sobě. Následně nechal křídla rotovat kolem trupu a zhotovil na tomto principu řadu funkčních modelů Triebflügel (hnací křídlo). Na jaře 1944 předvedl von Holst své modely Vývojovému úřadu Focke-Wulf v Bad Eilsenu. Zde se konceptu ujali konstruktéři von Halem a H. Multhopp.
Projekční práce stíhacího stroje Triebflügel byly ukončeny v září 1944. Letoun měl být poháněn trojicí nosných ploch umístěných v první třetině trupu, které kolem něho rotovaly jako rotor vrtulníku. Na jejich konci měly být instalovány náporové motory Lorin s raketovými motory Walter. Raketové motory měly sloužit pouze k uvedení křídla do pohybu a po dosažení vhodné rychlosti měly být zažehnuty náporové motory, které byly vícekrát úspěšně odzoušeny v aerodynamickém tunelu LFA v Braunschweigu. Celý systém zkonstruoval Otto Pabst ve Focke-Wulfově zkušebním středisku.
Triebflügel měl stát na zemi ve vertikální poloze na čtyřkolovém zatahovacím podvozku, jehož nohy se nacházely na koncích každého ze čtyř stabilizátorů. Po kolmém vzletu měl stroj přejít do horizontálního letu. Pilot měl zaujímat místo v konvenčním kokpitu s kapkovitým krytem v přední části trupu.
Střelecká výzbroj složená ze dvou kanónů MK 108 ráže 30 mm a dvou kanónů MG 151 ráže 20 mm měla být instalována v přídi společně s radarem.
Nákladnost projektu, požadované vysoce jakostní materiály a stávající výrobní zařízení z podzimu 1944 vedly k ukončení celého projektu Triebflügel.

## Vypočítané hlavní technické údaje
Údaje dle
- Průměr rotujících ploch: 11,50 m
- Délka: 9,15 m
- Hmotnost prázdného letounu: 3200 kg
- Celková hmotnost: 5175 kg
- Maximální rychlost u země: 1000 km/h
- Maximální rychlost ve výšce 11 000 m: 840 km/h
- Počáteční stoupavost: 125 m/s
- Doba výstupu do výšky 8000 m: 1,8 min
- Doba výstupu do výšky 14 000 m: 11,5 min
- Praktický dostup: 14 000 m
- Maximální dolet: 2400 km